# BEAST FEAST
BEAST FEAST（ビースト・フィースト）は、2001年と2002年に開催された日本初のヘヴィ・ロック・フェスティバルである。後継フェスティバルとして2006年より「LOUD PARK」が開催されている。

## 2001年

### BEAST FEAST 2001

#### 概要
開催日
2001年8月25日（土）
2001年8月26日（日）
会場
横浜アリーナ
主催
BEAST FEAST 2001運営事務局
bayfm
企画・製作
HOWLING BULL Entertainment,INC
CLUB CITTA'
運営協力
DISK GARAGE
後援
SPACE SHOWER TV
tvk
MTV
協力
イーストウエスト・ジャパン
イレブンサーティエイト
キティMME
ソニー・ミュージックエンタテインメントエピックレコード
トイズファクトリー
東芝EMI
日本クラウン
ビクターエンタテインメント
V2レコーズ・ジャパン
ユニバーサルインターナショナル
リミテッドレコード
ロードランナー・ジャパン
ワーナーミュージック・ジャパン
DISK UNION
TSUTAYA RECORDS

#### 出演

##### 8月25日（土）
- スレイヤー
- セパルトゥラ
- スタティック-X
- ヴィジョン・オブ・ディスオーダー
- UNITED
- アーチ・エネミー
- ザ・ディリンジャー・エスケイプ・プラン
- レイジング・スピードホーン
- デヴィエイト
- シャドウズ・フォール
- キャンディリア
- キャリバン
- YELLOW MACHINEGUN
- SUNS OWL
- MINOR LEAGUE
- 地獄車

※アーチ・エネミーはボーカルのアンジェラ・ゴソウの喉の不良によりキャンセルされた。

##### 8月26日（日）
- パンテラ
- マシーン・ヘッド
- ワン・ミニット・サイレンス
- バイオハザード
- モービッド・エンジェル
- COCOBAT
- キティー
- PULLING TEETH
- SUCK DOWN
- BAT CAVE
- 宇頭巻
- ソイレント・グリーン
- スキンレス
- UP HOLD
- ディアブロ

### BEAST FEAST 2001前夜祭 "EXTREME BEAST"

#### 概要
開催日
2001年8月24日（金）
開場
渋谷サイクロン
開場／開演
開場18:00pm／開演19:00pm

#### 出演
- ソイレント・グリーン
- シャドウズ・フォール
- キャンディリア
- キャリバン

### BEAST FEAST 2001中夜祭 "BEAST FEAST NIGHTMARE"

#### 概要
開催日
2001年8月25日（土）
開場
横浜アリーナサウンドホール／横浜ベルズ
開場／開演
開場: 23時30分・開演: 24時0分（オールナイト）

#### 出演
- スキンレス
- デヴィエイト
- ディアブロ
- THE CREATOR OF
- SURVIVE
- 大砲
- PULLING TEETH
- ZEROHOUR
- GERONIMO
- SPANAM
- TKN
- NUMB
- HAIT
- PUBLIC DOMAIN

## 2002年

### BEAST FEAST 2002

#### 概要
開催日
2002年12月14日（土）
2002年12月15日（日）
会場
幕張メッセ・イベントホール
開場／開始
開場: 10時30分・開演: 12時0分
主催
BEAST FEAST 2002運営事務局
bayfm
企画・製作
HOWLING BULL Entertainment,INC
CLUB CITTA'
招聘
CLUB CITTA'
SMASH
後援
SPACE SHOWER TV
Viewsic
各レコード会社
協賛
ESP
DISK UNION
PEACE MAKER
ハイネケン
協力
DISK GAREGE
fm osaka

#### 出演

##### 12月14日（土）
- ソウルフライ
- モーターヘッド
- アーチ・エネミー
- コンヴァージ
- シャドウズ・フォール
- トゥデイ・イズ・ザ・デイ
- バーント・バイ・ザ・サン
- BAT CAVE
- PULLING TEETH
- UNDOWN
- YELLOW MACHINEGUN

##### 12月15日（日）
- スレイヤー
- ダウン
- マーダードールズ
- イン・フレイムス
- ヘイトブリード
- ナイル
- キルスウィッチ・エンゲイジ
- コンヴァージ
- COCOBAT
- SUNS OWL
- UNITED
- 地獄車

※ナイルとダウンは直前になってキャンセルしたためコンヴァージが両日とも出演した。

### BEAST FEAST 2002前夜祭 "Club BEAST FEAST"

#### 概要
開催日
2002年12月13日（金）
開場
渋谷 Club ASIA
開場／開演
開場: 23時0分・開演: 24時0分

#### 出演
- バーント・バイ・ザ・サン
- キルスウィッチ・エンゲイジ
- EVER LAST
- SURVIVE

## 備考
- 当イベントにて演奏された音源を収録したアルバムが発表されている。
  - BEAST FEAST ADMISSION （2001年）
  - Enter The BEAST FEAST （2002年）
  - Beast Feast Admission 2K2 （2002年）